# 七星岩 (桂林)

七星岩骆驼峰

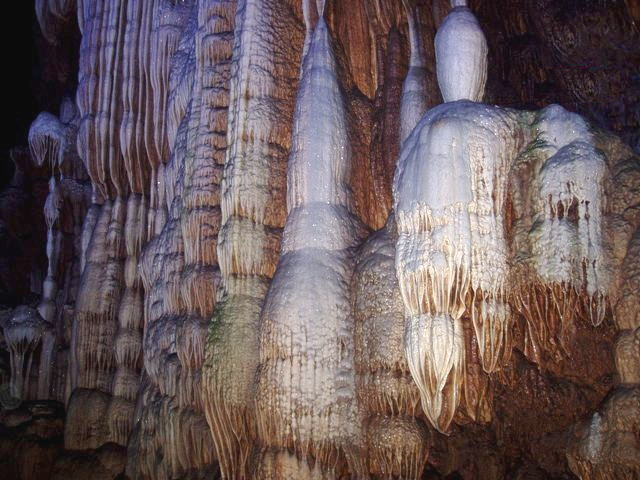
七星岩

七星岩，又名栖霞洞是位于桂林七星公园内普陀山的一個石灰岩洞，是桂林著名的旅游景点，芦笛岩齊名。早在隋唐時期已有人造訪遊覽，為古代地下河流的遺跡，共分成上、中、下三層洞穴，目前開放遊覽的是中層。
七星岩也可作为七星公园内一些岩洞的泛称，这些岩洞都位于普陀山。包括著名的元风洞和普陀山后山的弹子岩、留春岩和省春岩。2017年，当地媒体发现七星岩中的弹子岩、留春岩、省春岩等地出现石刻遭污损问题。